# 드레스덴 대성당

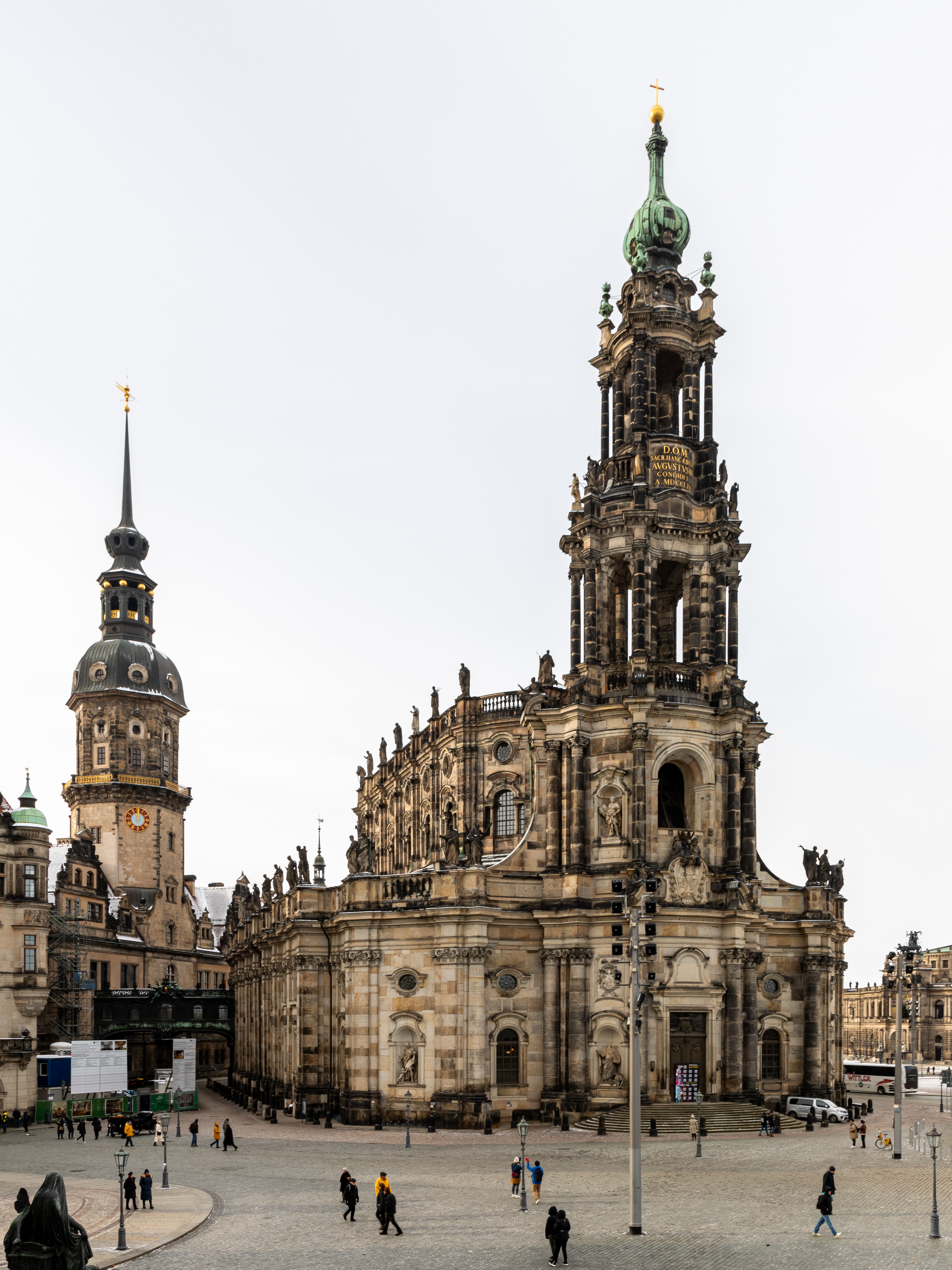
드레스덴 대성당 (2023년)

드레스덴 대성당, 삼위일체 대성당, 궁정성당(독일어: Katholische Hofkirche)은 독일 작센주 드레스덴에 있는 가톨릭 대성당이다. 드레스덴 대성당은 드레스덴의 가장 중요한 랜드마크 중 하나다.
드레스덴에서 가장 중요한 가톨릭 교회였으며, 1964년에 드레스덴-마이센 교구의 대성당으로 승격되었다. 드레스덴의 역사적 중심지에 있는 엘베강 근처에 위치하고 있다.
이곳은 폴란드 군주를 포함한 베틴 가문의 매장지 중 하나다.

## 역사
1738년부터 1751년까지 건축가 가에타노 키아베리가 설계했다. 이 교회는 작센 선제후이자 폴란드 국왕인 아우구스트 3세의 위임으로 지어졌고, 개신교 도시인 드레스덴은 1726년에서 1743년 사이에 성모교회를 건설했다. 이 도시의 일반 주민은 개신교도였지만 통치자들은 가톨릭이었다. 가톨릭 선제후는 자신과 다른 고위 공무원들이 사용할 수 있도록 대성당을 건설했고, 화려한 높은 산책로로 자신의 집인 드레스덴성과 연결했다.
1743년 이래로 수석 사제는 직권상 작센 세습 토지의 사도 대리인이기도 했다.
이 교회는 제2차 세계 대전 중 드레스덴 폭격으로 1945년 2월에 심하게 파손되었다. 이 건물은 1962년 동독 정부에 의해 복원되었다. 통일 후 21세기 초에 성으로 가는 다리를 재건하는 등 추가로 복원되었다. 오늘날에는 드레스덴-마이센 교구의 대성당이다. 낮에는 무료 입장이 허용된다.
대성당에는 복원된 오르간이 있는데, 유명한 오르간 제작자 고트프리트 질버만의 마지막 작품이다.